# Phuthaditjhaba
Phuthaditjhaba è un centro abitato del Sudafrica, situato nella provincia dello Stato libero.